# Gremilly
Gremilly is een gemeente in het Franse departement Meuse (regio Grand Est) en telt 26 inwoners (2009). 
De plaats maakt deel uit van het kanton Montmédy in het arrondissement Verdun. Tot 1 januari 2015 was het deel van het kanton Damvillers, dat op die dag werd opgeheven.

## Geografie
De oppervlakte van Gremilly bedraagt 13,5 km², de bevolkingsdichtheid is dus 1,9 inwoners per km².
Het plaatsje ligt aan de Azanne.
De onderstaande kaart toont de ligging van Gremilly met de belangrijkste infrastructuur en aangrenzende gemeenten.

## Demografie
Onderstaande figuur toont het verloop van het inwonertal (bron: INSEE-tellingen).

Avioth · Azannes-et-Soumazannes · Bazeilles-sur-Othain · Brandeville · Bréhéville · Breux · Chaumont-devant-Damvillers · Chauvency-le-Château · Chauvency-Saint-Hubert · Damvillers · Delut · Dombras · Écouviez · Écurey-en-Verdunois · Étraye · Flassigny · Gremilly · Han-lès-Juvigny · Iré-le-Sec · Jametz · Juvigny-sur-Loison · Lissey · Louppy-sur-Loison · Merles-sur-Loison · Moirey-Flabas-Crépion · Marville · Montmédy · Peuvillers · Quincy-Landzécourt · Remoiville · Réville-aux-Bois · Romagne-sous-les-Côtes · Rupt-sur-Othain · Thonne-la-Long · Thonne-le-Thil · Thonne-les-Près · Thonnelle · Velosnes · Verneuil-Grand · Verneuil-Petit · Vigneul-sous-Montmédy · Villécloye · Ville-devant-Chaumont · Vittarville · Wavrille
1. ↑  Populations de référence 2022.